# Wojskowy Przegląd Zagraniczny
Wojskowy Przegląd Zagraniczny – czasopismo fachowo-wojskowe; obecnie ukazuje się jako kwartalnik.
Powstało pod koniec 1957 i ukazuje się nadal. Pierwszy numer ukazał się jako kwartalnik i miał 240 stron. Od stycznia 1959 do końca 1987 ukazywał się jako dwumiesięcznik - od początku 1988 ponownie jako kwartalnik.
Artykuły publikowane w "Wojskowym Przeglądzie Zagranicznym" opracowywane są wyłącznie na podstawie prasy zagranicznej.

## Działy tematyczne
- Szkolenie wojsk
- Organizacja wojsk
- Zarządzanie i kierowanie
- Taktyka
- Logistyka
- Nauka i technika
- Sylwetki dowódców